# Rubens Sambueza
Rubens Sambueza (født 1. januar 1984 i Marano Moreno, Neuquén) er en argentinsk midtbanespiller i fodbold. Han spiller i øjeblikket for UNAM Pumas i den bedste mexicanske række.
Sambueza gjorde sin debut for River Plate d. 30. november 2003 i et 2-0 nederlag mod Club Atlético Lanús. Han var en del af det hold der vandt Clausura 2004 titlen.
Sambueza har spillet 45 liga-kampe for River Plate og scoret 3 mål og spillet 21 internationale kampe og lavet tre mål også.